# Asfa-Wossen Asserate
El príncipe (Leul Ras) Asfa-Wossen Asserate (Adís Abeba, 31 de octubre de 1948) es un consultor para África y Medio Oriente desde 1983, analista político, profesor y autor de superventas en alemán. Es un miembro de la Casa Imperial de Etiopía, sobrino nieto del penúltimo emperador etíope Haile Selassie y bisnieto de la emperatriz Menen Asfaw.

## Biografía
Nacido en el seno de la Familia Imperial Etíope, siendo el hijo mayor del Presidente del Consejo Imperial de la Corona, el Coronel Leul Ras (Duque) Asserate Kassa y de su esposa, la Leult (Princesa) Zuriash Worq.
Su padre fue asesinado por la Derg en la prisión de Akaki el 23 de noviembre de 1974. 
Su madre, actualmente viva, también fue hecha prisionera, entre los años 1974 y 1988.
Recibió la nacionalidad alemana en 1981.

## Formación
- German College, Adís Abeba.
- Magdalene College.
- Universidad de Tubinga.
- Universidad de Frankfürt (Ph.D. en 1978).

## Trabajo como periodistafreelance
- Oficial de Prensa del Frankfurter Messegesellschaft (1978-1980).
- Director de Prensa y del Departamento de Información de la Asociación Feria de Düsseldorf (1980-1983).

## Trabajos publicados
- Die Deutsche Schule in Addis Abeba – aus äthiopischer Sicht. In: Zeitschrift für Kulturaustausch, Ethiopia. Special edition 1973, E 7225 F, S. 162–175
- Die Geschichte von Saw¯a (Äthiopien): 1700-1865; after the T¯arika naga´st des Bel¯att¯en g¯et¯a Heruy Walda ´Sell¯as¯e. Frankfurt (Main), Univ., dissertation 1978 (Text Amharic and German) Steiner, Wiesbaden 1980, ISBN 3-515-02936-2. (Studien zur Kulturkunde 53.)
- Manieren. Eichborn, Frankfurt am Main 2003, 388 pages, ISBN 3-8218-4739-5.
- as editor, with Aram Mattioli: Der erste faschistische Vernichtungskrieg. Die italienische Aggression gegen Äthiopien 1935–1941. SH-Verlag, Köln 2006, ISBN 978-3-89498-162-4 (Italien in der Moderne 13).
- as editor: Adolph Freiherr Knigge: Benjamin Noldmanns Geschichte der Aufklärung in Abessynien. Eichborn, Frankfurt am Main 2006, ISBN 3-8218-4569-4.
- Ein Prinz aus dem Hause David und warum er in Deutschland blieb. Scherz, Frankfurt am Main 2007, ISBN 978-3-502-15063-3.
- Draußen nur Kännchen. Meine deutschen Fundstücke. Scherz, Frankfurt am Main 2010, ISBN 978-3-502-15157-9.
- Afrika. Die 101 wichtigsten Fragen und Antworten, Beck'sche Reihe 7023, Múnich 2010, ISBN 978-3-406-60096-8.
- Integration oder die Kunst, mit der Gabel zu essen. Utz, Múnich 2011, ISBN 978-3-8316-4044-7.
- Contributions to the English Encyclopaedia Aethiopica, ISBN 3-447-04746-1.

## Patronazgos
- Miembro del Consejo de Innovación del Ministerio Federal de Cooperación Económica y Desarrollo.
- Miembro del Consejo de Alumnos de la Universidad de Frankfürt.
- Fundador y Presidente de Honor de la Junta de Patronos de ORBIS AETHIOPICUS, la sociedad para la conservación y la promoción de la cultura etíope (desde 1994).
- Presidente de la Junta de la Sociedad de Museos de Etiopía.
- Presidente Junta de Consejeros de la Asociación de Estudiantes y Graduados Alemania-Etiopía (DÄSAV e.V.).
- Patrón del Proyecto E (Ehiopía, Educación, Inglés).
- Patrón del Consejo Nacional de Artes de Etiopía (ENAC).
- Patrón del TheMoveForwardProject.
- Presidente del Consejo para las Libertades Civiles en Etiopía (CCLE).
- Real Protector de la Orden Militar del Templo Cristiano Hierosolimitano (2008).[2]

## Premios
- 2004: Premio Adelbert von Chamisso por su superventas Manieren.
- 2008: Senador Honorario de la Universidad Eberhard Karl (de Tubinga).
- 2011: Premio Walter Scheel del Ministerio Federal de Cooperación Económica y Desarrollo.
- 2011: Premio Listros.
- 2015: Premio Jacob Grimm.